# Aleksi Kumpulainen
Aleksi Kumpulainen (ur. 1991) – fiński snowboardzista, specjalizujący się w konkurencji Half-pipe. Z racji wieku nie startował jeszcze na Igrzyskach Olimpijskich, ani na Mistrzostwach Świata. Najlepsze wyniki w Pucharze Świata w snowboardzie osiągnął w sezonie 2010/2011, kiedy to zajął 106. miejsce w klasyfikacji generalnej (AFU), a w klasyfikacji Half-pipe'u był 57.

## Sukcesy

### Puchar Świata

#### Miejsca w klasyfikacji generalnej
- - AFU[2]
- 2010/2011 – 106.
- 2011/2012 –

#### Miejsca na podium
1. Ruka – 17 grudnia 2011 (half-pipe) – 3.miejsce